# Râul Valea Găuriciu
Râul Valea Găuriciu or Râul Găuriciu este un curs de apă, afluent al râului Vedea. 